# Паршин, Василий Олегович
Васи́лий Оле́гович Па́ршин (род. 27 июля 1991 года) — российский борец греко-римского стиля, чемпион России, призёр чемпионата Европы, мастер спорта России международного класса.

## Биография
Является сыном советского и российского борца классического стиля Олега Паршина. Василий Паршин тренируется у В. Г. Ермошина. В 2014 году в Вантаа на чемпионате Европы завоевал бронзу. Студент факультета физвоспитания МГПИ им. Евсевьева.